# Telepatía (canción)
«Telepatía» (estilizado en minúsculas) es una canción de la cantante estadounidense Kali Uchis. Fue originalmente publicada el 17 de noviembre de 2020 como parte de su segundo álbum Sin miedo (del amor y otros demonios), y se convirtió en el tercer sencillo a finales de febrero de 2021 tras ganar popularidad en la plataforma TikTok.

## Concepto
Se trata de una canción bilingüe con toques de dream pop, producida por Tainy, Lara y Albert Hype. Uchis menciona que se inspiró en poder comunicarse espiritualmente con alguien con quien no podía estar. Esto fue parcialmente inspirado en los sucesos de la cuarentena mundial, expresando: “sentía que el mundo necesitaba algo de sanación”. Debido al éxito posterior, Manuel Lara menciona que la canción no iba a entrar originalmente en el álbum, ya que el resto de canciones en la segunda mitad usaban dembow y otros ritmos más cercanos al reguetón.

## Vídeo musical
Un vídeo musical fue grabado en Pereira, ciudad en donde la cantante estuvo parte de su infancia, también estando a cargo de la dirección del montaje. Al hablar sobre el vídeo, la cantante describe “la canción sucedió de manera tan natural y quería que el video reflejara eso; nada sobre producido, solo la hermosa magia natural del país”. La publicación del vídeo el 18 de marzo de 2021 en YouTube tuvo que ser resubida hasta tres veces por errores de sincronización entre audio y vídeo.

## Recepción comercial
Con la exposición en redes sociales, la canción se volvió viral, ingresando en la posición 29 del Global 200 y en la posición 61 en la versión excluyendo a Estados Unidos. A partir del 6 de abril de 2021, el sencillo fue incluido como un Contemporary hit radio en Estados Unidos, junto a «Deja Vu» de Olivia Rodrigo y «Montero (Call Me by Your Name)» de Lil Nas X.
En la semana del 22 de mayo de 2021, la canción alcanzó la primera posición en la lista Hot Latin Songs, deteniendo las 27 semanas consecutivas de «Dakiti», además de ser la primera vez en casi un década que un acto solista femenino logra el primer lugar, la última vez siendo «Me gustas tanto» de Paulina Rubio en 2012.

## Posicionamiento en listas
| Listas (2021)                             | Mejor posición |
| ----------------------------------------- | -------------- |
| Argentina (Billboard Argentina Hot 100)   | 28             |
| Australia (ARIA Charts)                   | 38             |
| Austria (Ö3 Austria Top 40)               | 74             |
| Bélgica (Ultratip Bubbling Flandes)       | 4              |
| Bélgica (Ultratop R&B/Hip Hop Flandes)    | 8              |
| Bolivia (Monitor Latino)                  | 7              |
| Canadá (Canadian Hot 100)                 | 45             |
| Chile (Monitor Latino)                    | 16             |
| Colombia (APDIF Stream)                   | 3              |
| Colombia (National Report)                | 27             |
| Costa Rica (Fonotica)                     | 3              |
| El Salvador (ASAP EGC)                    | 5              |
| Eslovaquia (Singles Digitál Top 100)      | 24             |
| España (PROMUSICAE)                       | 51             |
| Estados Unidos (Billboard Hot 100)        | 25             |
| Estados Unidos (Hot Latin Songs)          | 1              |
| Estados Unidos (Latin Pop Airplay)        | 1              |
| Estados Unidos (Mainstream Top 40)        | 11             |
| Estados Unidos (Rhythmic Airplay)         | 1              |
| Estados Unidos (Streaming Songs)          | 10             |
| Estados Unidos (Rolling Stone Top 100)    | 7              |
| Francia (SNEP)                            | 109            |
| Grecia (IFPI Greece)                      | 13             |
| Irlanda (IRMA)                            | 33             |
| Italia (FIMI)                             | 100            |
| Lituania (AGATA)                          | 3              |
| Malasia (RIM)                             | 13             |
| México (AMPROFON Top Streaming)           | 1              |
| México (Mexico Espanol Airplay)           | 3              |
| Mundo (Global 200)                        | 10             |
| Nueva Zelanda (Recorded Music NZ)         | 35             |
| Países Bajos (Single Top 100)             | 73             |
| Panamá (Monitor Latino)                   | 17             |
| Perú (Monitor Latino)                     | 12             |
| Portugal (AFP)                            | 10             |
| Puerto Rico (Monitor Latino)              | 17             |
| Reino Unido (UK Singles)                  | 41             |
| Reino Unido (UK Hip Hop and R&B Singles)  | 26             |
| República Checa (Singles Digitál Top 100) | 57             |
| Rumania (Top Airplay 100)                 | 46             |
| Singapur (RIAS)                           | 11             |
| Suecia (Sverigetopplistan Heatseekers)    | 3              |
| Suiza (Schweizer Hitparade)               | 36             |

## Certificaciones
| País (Certificador) | Certificación | Ventas certificadas |
| --- | ------------- | ------------------- |
| España (PROMUSICAE) | Platino       | 60 000*             |
| Estados Unidos (RIAA) | 4× Platino    | 4 000 000*          |
| Francia (SNEP) | Oro           | 100 000*            |
| Italia (FIMI) | Oro           | 35 000*             |
| México (AMPROFON) | 5× Diamante   | 3 500 000           |
| Polonia (ZPAV) | Oro           | 25 000*             |
| Portugal (AFP) | Platino       | 10 000*             |
| Reino Unido (BPI) | Plata         | 200 000*            |
| ^cifras de envíos basadas únicamente en la certificación xcifras no especificadas basadas únicamente en la certificación |               |                     |

## Premios y nominaciones
| Año  | Premios                               | Categoría                      | Resultado |
| ---- | ------------------------------------- | ------------------------------ | --------- |
| 2021 | Premios American Music                | Canción favorita - Latin       | Ganador   |
| 2021 | Premios Billboard de la música latina | Hot Latin Song del año         | Nominado  |
| 2021 | Premios Billboard de la música latina | Latin Pop Song del año         | Nominado  |
| 2021 | Premios Nuestra Tierra                | Mejor canción alternativa/rock | Ganador   |
| 2021 | MTV Millennial Awards                 | Hit del año                    | Nominado  |
| 2021 | MTV Millennial Awards                 | Vídeo del año                  | Nominado  |